# Мэрия Парижа

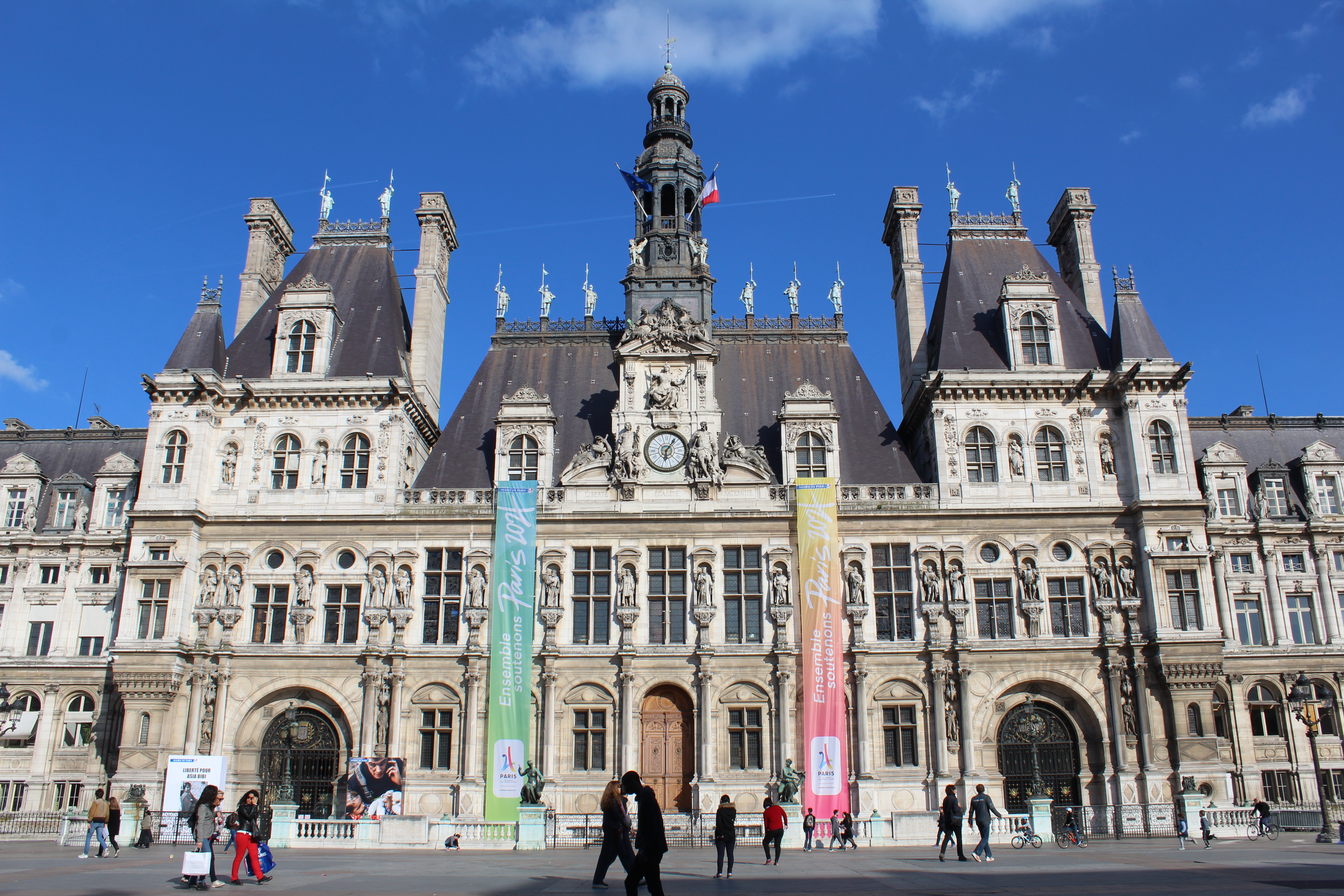
Мэрия Парижа размещается в Отель-де-Виль

Мэрия Парижа (фр. hôtel de ville de Paris) — органы власти Парижа.
С 1975 года Париж является одновременно и городом, и департаментом, которыми руководит парижский мэр во главе Парижского совета (фр.), заседающего 11 раз в году, чьи публичные (открытые публике) сеансы длятся до двух дней. Первый мэр был избран только в 1977 году, — власти не спешили дать столице полную административную свободу. Но и до сих пор Париж остаётся единственным городом во Франции, где муниципальная полиция подчиняется напрямую не мэру, а полицейскому префекту, назначаемому президентом Республики.
Парижские органы власти с 1357 года размещались в городском дворце Отель-де-Виль, там же находится и мэрия Парижа. Отель-де-Виль с фасадом длиной 110 м расположен на бывшей средневековой Гревской площади.

## Здание
Здание построено между 1874 и 1882 годами по планам архитекторов Теодора Баллю и Эдуара Деперта (Édouard Deperthes). Фасад в стиле Ренессанса был восстановлен после уничтожившего здание пожара во время Парижской коммуны (1871).

## Муниципальные органы
Парижский совет (conseil de Paris) насчитывает 163 члена, избираемых парижанами непрямым голосованием, которые участвуют в Муниципальном совете (conseil municipal) и Генеральном совете (conseil général), решая голосованием административные вопросы соответственно города и департамента.
Новоизбранный Парижский совет в свою очередь избирает мэра города и около 40 его заместителей (adjoints), отвечающих за конкретный сектор: экономическое развитие города, транспорт, международные отношения, равенство полов, школы и забота об окружающей среде. Мэр становится также президентом Общего совета, администрирующего жизнь департамента.
Муниципалитет с 1964 г. носит официальное название «Виль де Пари» (Ville de Paris). Он насчитывал в 2005 г. почти 40 тыс. служащих в 3 тыс. муниципальных служб города. Собственностью муниципалитета, помимо зданий Отель-де-Виль и 20 мэрий округов, являются многие административно-технические строения, а также музеи, библиотеки, спортивные сооружения, школы, детсады и пр. Число муниципальных служащих сравнимо с количеством населения таких французских городов, как Шартр или Байонна.

### Мэры Парижа
Нынешний мэр Анн Идальго, член Социалистической партии Франции, стала первой женщиной, занявшей этот пост, за всю историю города.

## Бюджет Парижа
В 2003 году бюджет столицы составил 6,9 млрд евро, из них 1,2 млрд — для департамента. Примерно 3 200 евро на одного парижанина.
Каждые бюджетные 100 евро распределяются примерно так:
- 29 — на социальные нужды;
- 18 — на школу, культуру и спорт;
- 15 — административные расходы;
- 15 — на воду, поддержание чистоты, на сады, парки и скверы;
- 11 — на дороги, городское хозяйство и жильё;
- 6 — на общественный транспорт;
- 6 — на поддержание безопасности.

## Города-побратимы
- Рим, Италия (1956) — единственный город-побратим Парижа, потому как «только Париж достоин Рима; только Рим достоин Парижа» (фр. Seule Paris est digne de Rome; seule Rome est digne de Paris).

Французская столица заключила также договоры о дружбе и сотрудничестве со следующими городами:
- 1958:  Киото
- 1982:  Токио
- 1985:  Каир
- 1987:  Амман,  Сана,  Берлин
- 1991: Сеул
- 1992:  Москва,  Бейрут
- 1995:  Джакарта
- 1996:  Чикаго,  Сан-Франциско
- 1997:  Сантьяго,  Эр-Рияд,  Пекин,  Прага, (город-партнёр)  Тбилиси,  Санкт-Петербург
- 1998:  Лиссабон,  София,  Сидней,  Ереван, (город-партнёр)
- 1999:  Мехико,  Варшава,  Буэнос Айрес
- 2000:  Вашингтон,  Мадрид,  Афины,  Стамбул
- 2001:  Лондон,  Порту-Алегри
- 2002:  Женева
- 2003:  Алжир,  Квебек
- 2004 :  Сан-Паулу,  Рабат,  Касабланка,  Тунис
- 2005:  Копенгаген
- 2006:  Монреаль
- 2007:  Танжер